# Major László (játékvezető)
Major II. László (Budapest, 1912. – 1976. június 4.) magyar nemzeti labdarúgó-játékvezető.

## Pályafutása
Játékvezetésből Budapesten a BLSZ (BLSZ) Játékvezető Bizottsága (JB) előtt vizsgázott. Az MLSZ JB minősítésével 1946-tól NB II-es, majd 1949-től NB I-es bíró. Küldési gyakorlat szerint rendszeres partbírói szolgálatot is végzett. 1956. október 21-én Budapesten az 56-os forradalmi események előtt a Népstadionban rendezett Újpest FC–Vörös Lobogó mérkőzést vezette. A pályán a még el nem döntött bajnoki cím miatti felfokozott hangulat eredménye az volt, hogy a sporthoz nem méltó események történtek a pályán. A mérkőzésen kiállította Hidegkuti Nándort, mert megsértette Mogyorósi Gyula partjelzőt. A mérkőzés után újságírói kérdésre nyilatkoztaː „Ha minden megjegyzést megtoroltam volna, talán egyedül maradtam volna a játéktéren!”
A FIFA 50 éves korhatárig foglalkoztatta a nemzetközi minősítésű játékvezetőket. 1962 júniusában a Magyar Testnevelési és Sport Tanács (MTST) – különféle sportpolitikai indokokkal – rendeletet adott ki, hogy az élvonalbeli játékvezetők korhatárát azonnali hatállyal 45 évben határozza meg. A határozatot az MLSZ Játékvezető Bizottságának kötelező módon alkalmaznia kellett, így egy csapásra 37 játékvezetőnek (nemzetközi, nemzeti) kellett azonnal visszavonulnia. A nemzeti játékvezetéstől 1962-ben visszavonult. NB I-es mérkőzéseinek száma: 67.
| Időpont           | Helyszín                          | Mérkőzés típusa          | Mérkőzés                           | Eredmény | Nézők száma |
| ----------------- | --------------------------------- | ------------------------ | ---------------------------------- | -------- | ----------- |
| 1949. március 13. | Tóstrandi Sporttelep, Salgótarján | első NB I-es mérkőzése   | Salgótarjáni BTC–Erzsébet-Soroksár | 2 – 0    | 2000        |
| 1956. október 21. | Népstadion, Budapest              | NB I-es mérkőzés         | Vörös Lobogó–Dózsa                 | 1 – 3    | 15 000      |
| 1960. október 16. | Városi Stadion, Pécs              | utolsó NB I-es mérkőzése | Pécsi Dózsa–MTK Budapest FC        | 1 – 2    | 12 000      |